# 邱琦雯
邱琦雯（英語：Clair Chiu，1978年5月16日—），臺灣女演員、模特兒，出生於臺灣新北市。

## 生平
2009年1月1日，邱琦雯與民主進步黨立法委員柯建銘長子柯韋壬結婚。婚後，邱琦雯退出演藝圈，與柯韋壬至英國劍橋大學露西·卡文迪許學院留學兩年。取得時尚設計學位後，邱琦雯與柯韋壬一起回香港生活，之後分居香港與台灣。2014年12月3日，邱琦雯現身民視單元劇《廉政英雄》之單元【枕邊人】定裝，被記者提問「柯韋壬是否知情」時淡定回答「已經不關他的事了吧」，證實已與柯韋壬離婚；記者向柯建銘求證，柯建銘不回應。

## 電視劇
| 年份   | 頻道       | 劇名                                         | 飾演             |
| ------ | ---------- | -------------------------------------------- | ---------------- |
| 1999年 | 華視       | 《台灣靈異事件》第七十八章：五戒             | 譚小貞           |
| 1999年 | 華視       | 《台灣靈異事件》第八十章：鬼証               | 羅妻             |
| 1999年 | 華視       | 《台灣靈異事件》第八十三章：忠狗與人魔的戰爭 | 小玉             |
| 1999年 | 華視       | 《台灣靈異事件》第八十六章：魔父鬼子         | 菁菁             |
| 1999年 | 華視       | 《台灣怪談》第二十三、二十四集：向天借笔     | 黄雯雯           |
| 2000年 | 華視       | 《台灣靈異事件》第九十章：八仙過海           | 黃玉芳           |
| 2000年 | 華視       | 《台灣靈異事件》第九十二章：騙王之王         | 黃玉芳           |
| 2000年 | 華視       | 《台灣靈異事件》第九十五章：第六感生死戀     | 胖胖             |
| 2000年 | 華視       | 《台灣靈異事件》第九十七章：向媽祖喊冤       | 何小珊（黃妙香） |
| 2000年 | 華視       | 《台灣靈異事件》第九十九章：鐵頭娶鬼妻       | 林阿玉           |
| 2000年 | 華視       | 《台灣靈異事件》第一零二章：人骨拼圖         | 唐小姍、林雪莉   |
| 2000年 | 華視       | 《台灣靈異事件》第一零四章：開心鬼放暑假     | 梨花             |
| 2000年 | 華視       | 《台灣靈異事件》第一零九章：搶救鐵頭刑警     | 小文             |
| 2000年 | 華視       | 《台灣靈異事件》第一一一章：鬼才相信你       | 陳玉燕           |
| 2001年 | 華視       | 《台灣靈異事件》第一一六章：財神爺報到       | 陳文美           |
| 2001年 | 華視       | 《女生向前走》                               |                  |
| 2001年 | 中視       | 《花蝴蝶與野玫瑰》                           | 詠詩             |
| 2001年 | 華視       | 《醜女大作戰》                               |                  |
| 2002年 | 台視       | 《一切從結婚開始》                           |                  |
| 2002年 | 台視       | 《再見螢火蟲》                               | 柯惠美           |
| 2003年 | 東森戲劇台 | 《明星情人夢》                               | 倪麗             |
| 2003年 | 華視       | 《美麗俏佳人》                               | 杜紜姍           |
| 2004年 | 民視       | 《慾望人生》                                 | 陳富美           |
| 2004年 | 緯來戲劇台 | 《我的明星男友》                             | 邱琦雯           |
| 2005年 | 民視       | 《八兩金》                                   | 林金鳳           |
| 2005年 | 央視       | 《京華煙雲》                                 | 姚莫愁           |
| 2005年 | 民視       | 《意難忘》                                   | 李佳佳           |
| 2006年 | 民視       | 《愛》                                       | 楊正麗 (多麗)    |
| 2014年 | 民視       | 《廉政英雄》第31單元：枕邊人                 | 章雅婷           |
| 2016年 | 三立台灣台 | 《甘味人生》                                 | 戴梅嫻           |
| 2017年 | 華視       | 《春風愛河邊》                               | 劉玉如           |
| 2018年 | 民視       | 《大時代》                                   | 廖秋月           |
| 2022年 | 台視       | 《美麗人生》                                 | 張玉琴           |

## 電影
| 年份   | 片名               | 飾演   |
| ------ | ------------------ | ------ |
| 2002年 | 《新紮師妹》(香港) | Lolita |
| 2003年 | 《飛躍情海》(台灣) |        |
| 2013年 | 《踢踏踢踏》       |        |

## 書籍
| 年份           | 書名         | 出版                      |
| -------------- | ------------ | ------------------------- |
| 2005年11月30日 | 《琦蹟美容》 | 柏室 ，ISBN 9789867224996 |

## 奖项
- 19岁参加选美比赛第二名

## 外部連結
- 邱琦雯 Clair Chiu的Facebook專頁
- 邱琦雯的Instagram帳戶
- 邱琦雯ClairChiu的新浪微博
- 邱琦雯的新浪微博
- 邱琦雯Clair的新浪微博
- 台灣演員邱琦雯的新浪微博
- 邱琦雯在互联网电影资料库（IMDb）上的資料（英文）（英文）
- 邱琦雯在香港影庫上的簡介
- 邱琦雯在豆瓣上的资料（简体中文）
- 邱琦雯在时光网上的簡介（简体中文）